# كيلي غراي (منتج أسطوانات)
كيلي غراي (بالإنجليزية: Kelly Gray)‏ هو عازف قيثارة ومنتج أسطوانات أمريكي، ولد في 20 يونيو 1963 في واشنطن العاصمة في الولايات المتحدة.

## وصلات خارجية
- كيلي غراي على موقع ميوزك برينز (الإنجليزية)
- كيلي غراي على موقع ديسكوغز (الإنجليزية)